# 전효선
전효선(全孝善, 1962년 3월 19일~)은 대한민국의 정치인이다. 전두환 제11·12대 대통령의 장녀이다.

## 학력
- 서울대학교 국어국문학 학사[2]
- 뉴욕대학교 대학원 법학 석사
- 뉴욕대학교 대학원 법학 박사

## 가족 관계
- 전재국(오빠)
- 정도경(새언니)
- 전수현(조카)
- 전우석(조카)
- 전재용(남동생)
- 박경아(전 올케)
- 최정애(전  올케)
- 박상아(올케)
- 이윤혜(올케)
- 전재만(남동생)
- 전영수(증조할아버지)
- 전상우(할아버지)
- 전기환(백부)
- 전용희(사촌 언니)
- 전승규(사촌 오빠)
- 전지혜(5촌 조카)
- 전종규(사촌 동생)
- 전경환(숙부)
- 전창규(사촌 동생)
- 전유정(사촌 동생)
- 전유신(사촌 동생)
- 전상기(작은 할아버지)
- 전순환(5촌 당숙부)
- 전상희(작은 할아버지)
- 전우환(5촌 당숙부)